# Pueblo yapés
El pueblo yapés es un grupo étnico de Micronesia originario de la isla principal de Yap. Bajo diferentes reglas administrativas, la cultura yapesa ha sido influenciada por las culturas española, japonesa, alemana y estadounidense. Los aspectos de la cultura tradicional yapesa siguen siendo importantes en la cultura moderna yapesa.

## Historia
Antes de entrar en contacto con los europeos, los yapeses estaban familiarizados con los grupos de islas circundantes. Los marineros yapeses viajaron a Palaos para extraer piedras. Los marineros carolinos visitaron Yap en tiempos de crisis. Los comerciantes españoles y alemanes colonizaron Yap en 1885 y comenzaron a convertir a la gente al cristianismo. La marina japonesa tomó el control de Yap en 1914.  Después de la Segunda Guerra Mundial, Yap se convirtió en parte del Territorio en Fideicomiso de las Islas del Pacífico de los Estados Unidos. En 1978, Yap se convirtió en un distrito en los Estados Federados de Micronesia.
La cultura tradicional yapesa se enseña en las escuelas primarias y secundarias en el curso «Arte / Cultura Práctica». Una encuesta realizada en 2010 mostró un gran interés en preservar y transmitir la cultura tradicional yapesa.

### Demografía
Antes de la Segunda Guerra Mundial, Yap se enfrentó a una despoblación crítica por el contacto con las enfermedades europeas y el aborto cultural. Los antibióticos introducidos después de la Segunda Guerra Mundial causaron una explosión demográfica.
Un censo de Yap de 1994 encontró que el 48.1% de las personas en Yap se identificaron como yapeses. Un censo del 2000 encontró que el número cambió a 49.1%. Una encuesta de 2010 reportó que el 5,7% de la población de los Estados Federados de Micronesia (FSM) eran yapeses. Una encuesta realizada en 2012 entre los micronesios fuera de los Estados Federados de Micronesia indica que había 258 yapeses en las Islas Marianas del Norte,: 10  412 en Guam,: 44  72 en Hawái,: 82  y 865 en los Estados Unidos contiguos.: 119 

## Características raciales
Los bebés yapeses generalmente tienen una mancha púrpura oscura en la base de la columna vertebral, como el pueblo mongoloide de Asia. Su color de pelo es generalmente marrón oscuro o negro, y su color de piel es marrón. Algunos japoneses tienen puentes nasales altos, mientras que otros tienen narices planas, labios caídos y fosas nasales acampanadas.: 14–15 

## Entretenimiento
La música yapesa ha sido influenciada por la cultura española, alemana, japonesa y americana. La introducción de los misioneros y los nuevos estilos musicales han cambiado los estilos musicales yapeses. La danza tradicional yaposa (churu) es muy formal y ritualista. Una danza yaposa se realiza en grupo, acompañada de instrumentos y cantos. Los movimientos de baile y el canto generalmente cuentan una historia. Las danzas se realizan a menudo en ocasiones especiales como el Día de Yap o durante los intercambios rituales (guyuwol). La ropa tradicional yaposa se usa a menudo durante los bailes.: 7–8 

## Vestimenta
La ropa tradicional en la isla principal de Yap incluye taparrabos y fibra de hibisco para los hombres y faldas de hierba para las mujeres. Esta ropa es popular en pueblos remotos y durante los festivales. La ropa moderna está reemplazando lentamente a la ropa tradicional en estas islas.

## Vida personal y familiar

### Hogares y tierras
Tabinaw es más comúnmente el hogar yapese, que generalmente está compuesto por la familia nuclear de cada uno. Cada familia nuclear generalmente tiene su propia casa y tierra. Un largo tronco divide la casa en dos secciones; la parte trasera (tabgul) está reservada para el padre, y la parte delantera (to'or) está abierta a cualquier miembro de la familia. Los hogares tradicionales tienen cocinas para diferentes miembros de la familia, mientras que los hogares modernos tienen una cocina familiar compartida. Las casas yapesas están hechas de madera, metal corrugado y hormigón.: 19–23 
El patrimonio yapés incluye varias familias que viven en tierras que son propiedad de una sola casa: 24  Los hombres pueden unirse a un patrimonio haciendo que su nombre patrilineal sea seleccionado de entre un conjunto de nombres ancestrales. Las mujeres pueden pertenecer al estado en el que nacieron, o pueden pertenecer al estado de su marido.: 25  La tierra generalmente se transmite de padre a hijo o de hermano mayor a hermano menor. Si una familia no tiene hijos, la hija mayor puede heredar la tierra.: 27  Esta tierra está separada por parentesco matrilineal. Individuos y grupos que tienen que depender de las tierras de otros son parte de la casta de siervos.

### Política
Un patriclan es una unidad política y económica, mientras que un patrilineage es una unidad social de parientes.: 31  Los clanes yapeses o hermanos (genung) son totémicos y reivindican una ascendencia mítica y un lugar de origen mítico. Los miembros de los Sibs tienen instrucciones de no comerse la parte viva de su mítica antepasada. Los hermanos son exógamos y se consideran hermanos y hermanas. Cada hermano tiene un jefe, y cada aldea tiene un jefe que actúa en nombre de todos sus compañeros. Las aldeas tradicionales tienen un consejo de ancianos que mantiene el control social por medios judiciales.

### Parentesco
David M. Schneider documentó la creencia yapesa en la concepción en los años 60. Encontró que los yapeses no veían el embarazo humano como un resultado de la cópula, sino más bien como una donación de sus antepasados por buen comportamiento. Thomas Helmig cuestionó las conclusiones de Schneider sobre la relación entre el coito y el embarazo en Yap. Helmig cita que la investigación etnográfica de Wilhelm Müller-Wismar indicó que el concepto yapés de paternidad comenzó antes del nacimiento, muy parecido al concepto de maternidad.
Los fuertes tabúes sexuales en Yap prohíben el incesto, que se considera uno de los peores delitos que se pueden cometer. Los que cometen incesto son comparados con animales o caníbales.

## Agricultura y alimentación
Los yapeses utilizan los alimentos locales para expresar los valores culturales. Los alimentos locales unen a la tierra y a la gente.: 31–32  Los alimentos comunes cultivados en Yap incluyen el taro, el ñame, el fruto del pan, los plátanos y los peces de arrecife.: 33  Los sistemas agrícolas tradicionales en Yap incluyen los huertos, los cultivos migratorios, los sistemas de taro y la cría de animales. Masticar nuez de betel, beber vino de palma y consumir alcohol comercial son actividades sociales populares en Yap. Estados Unidos otorgó grandes subsidios a Micronesia en el siglo XX, lo que provocó una disminución en la producción local de alimentos en Yap.: 39  Los alimentos importados como el arroz blanco, la carne enlatada y la carne congelada se hicieron más populares.: 31 
Los hombres generalmente trabajan como pescadores, mientras que las mujeres generalmente trabajan como granjeras en los campos de taro. La proteína del trabajo de los hombres (thumag) y el almidón del trabajo de las mujeres (ggaan) se complementan en la comida yapesa. Los alimentos importados se adaptan generalmente dentro de este sistema de clasificación; por ejemplo, las carnes enlatadas se consideran thumag y el arroz se considera ggaan.: 37–40 
Las clases sociales de alimentación en Yap están compuestas por hombres no siervos que comen juntos. Los nuevos miembros de estas clases sociales de alimentación deben someterse a un ritual de iniciación (dowach.): 153–154  La comida se prepara por separado para los hombres, las mujeres y los niños, y las hijas menstruantes. Los niños mayores de diez años viven y comen en la casa de los jóvenes de la aldea y las niñas que están menstruando tienen que comer en una casa separada. En la casa principal, los hombres mayores comen separados de las mujeres y de los niños más pequeños.